# José Luis Borau
José Luis Borau (né à Saragosse le 8 août 1929, et mort à Madrid le 23 novembre 2012) est un réalisateur espagnol.

## Biographie
José Luis Borau étudie initialement le droit à Saragosse, sa ville natale. Il est d'abord employé au Ministère du Logement à Madrid en 1957. Il aborde le cinéma en devenant critique pour le journal régional Heraldo de Aragón. Il s'inscrit ensuite à l'IEC (Instituto de Investigaciones y Experiencias de Cinematográfia) à Madrid. Ses premiers longs métrages sont des œuvres de commande : Brandy (1963), un western, et Crimen de doble filo (1964), un thriller.
Devenu producteur indépendant, il réalise, en collaboration avec Manuel Gutiérrez Aragón, son meilleur film, Furtivos (Braconniers) en 1975. « Ce film clé, photographié par Luis Cuadrado, opérateur de Carlos Saura, est à l'origine de bien des vocations cinématographiques en Espagne. » Il tourne beaucoup plus tard une coproduction Río abajo (1984) sur le drame des espaldas mojadas (littéralement dos mouillés), ces Mexicains qui traversent le Río Grande dans l'espoir d'améliorer leur condition sociale. 
En 1993, il adapte pour TVE avec l'écrivaine Carmen Martín Gaite, la saga Celia, œuvre de littérature de jeunesse de l'autrice Elena Fortún.
Leo décrit les liens entre le monde de la drogue et le travail illégal à travers le parcours d'une infiltrée de la police. Ce film, apprécié par la critique, obtient le Goya du meilleur réalisateur en 2001.
José Luis Borau fut directeur de la Société Générale des auteurs-éditeurs (SGAE) en Espagne entre 2007 et 2011 et fut également membre de l'Académie royale espagnole de 2008 jusqu'à sa mort.

## Récompenses
- Coquille d'or au Festival de Saint-Sébastien 1975 pour Furtivos
- Premio Goya du meilleur réalisateur pour Leo 2001

- Médaille d'or du mérite des beaux-arts du Ministère de l'Éducation, de la Culture et des Sports espagnol (1987)[5].

## Filmographie
- 1964 : Pour un whisky de plus (Cavalca e uccidi), réalisé avec Mario Caiano
- 1964 : Crimen de doble filo
- 1966 : Lección de Toledo avec María Dolores Pradera
- 1975 : Hay que matar a B., avec Stéphane Audran
- 1975 : Furtivos avec Lola Gaos
- 1979 : La Sabina (es)
- 1984 : Le Passeur (Río abajo) avec Victoria Abril
- 1986 : Tata mía avec Carmen Maura
- 1997 : Niño nadie
- 2000 : Leo avec Icíar Bollaín